# Ik dans wel met mezelf
Ik dans wel met mezelf is een Nederlandstalige cover van de Generation X/Billy Idol-klassieker Dancing with Myself, uitgebracht door de Belgische band De Kreuners in 1982.
De B-kant van de single was het liedje Ordinair gelukkig.

## Meewerkende artiesten
- Muzikanten:
  - Erik Wauters (gitaar)
  - Jan Van Eycken (basgitaar)
  - Patrick Van Herck (drums)
  - Luc Imants (gitaar)
  - Walter Grootaers (zang)